# Yet to Come (The Most Beautiful Moment)
「Yet to Come (The Most Beautiful Moment)」は、韓国の男性アイドルグループBTS（防弾少年団）の楽曲である。2022年6月10日、初のアンソロジーアルバム『Proof』のリード・シングルとしてリリースされた。同月15日に日本の「Billboard Japan Hot 100」の5位に、20日にはアメリカの「Billboard Hot 100」の13位、イギリスの「オフィシャル・シングル・チャート・TOP100」の27位にランクインした。

## 背景と曲
2022年5月6日、グループは曲を発表しアートワークを公開した。曲名は、「HYYH」時代とも呼ばれる「花様年華」シリーズを指している「HYYH」時代は、いくつかの短編映画と、相互に関連する20本のミュージックビデオを通じて実現されたストーリーで構成されていた。この曲は、アンソロジーアルバム「Proof」のトラックの3つの新曲の1つとして発表された。歌詞は、叙情的でグループの過去9年間のキャリアを懐かしみ、未来への希望を抱いているという内容である。Chipmunk Soul のサンプリングスタイルを特徴とするオルタナティブ・ヒップホップトラックと評される。

## ミュージックビデオ
2022年6月8日、「Yet to Come (The Most Beautiful Moment)」のミュージックビデオのティーザーが配信された。ティーザーは砂漠にいるメンバーを示し、それぞれがグループの過去のミュージックビデオの1つに関連している。2022年6月10日にHYBEレーベル公式のミュージックビデオが公開、20日にはアニメーションのミュージックビデオが公開された。6月10日に公開された公式ミュージックビデオは同月20日に再生回数1億回を突破し、2023年12月19日には2億回を突破した。